# Symphyllia hassi
Symphyllia hassi là một loài san hô trong họ Mussidae. Loài này được Pillai & Scheer mô tả khoa học năm 1976.